# Casa Las Hormigas
La casa Las Hormigas es un edificio residencial, construido en el año 2010, y situado dentro del parque regional de la Cuenca Alta del Manzanares, en Collado Villalba; siendo obra de las arquitectas Carmen Espegel Alonso y Concha Fisac de Ron. El edificio fue distinguido en el año 2011, con la distinción Obra nueva, del concurso del COAM.
Al estar ubicada dentro de un parque protegido medioambientalmente, tuvo que ser diseñado y construido siguiendo todas las normativas medioambientales para este tipo de edificiaciones.
La casa se sitúa en un terreno con una ligera inclinación hacia el sur que se inicia al finalizar una plataforma casi plana, que es la parte que se utiliza para acceder a ella. La construcción presenta dos plantas unidas mediante una escalera central, en cuya construcción se eligió como material el hormigón. La planta baja, es la que realiza la adaptación  al terreno empleando una amplia rampa,  y está diseñada para ser un gran salón con usos múltiples (por ejemplo, presenta un rincón de lectura con chimenea, una sala de estar, un mirador al patio), abarcando toda la superficie plana y extendiéndose sobre la terraza Sur que bordea la piscina, y da lugar a un espacio concebido como comedor, espacio que cuenta con una terraza propia cubierta por un voladizo, espacio que sirve al tiempo de acceso al jardín. Además en esta planta baja se halla el área de cocina, el lavadero, el almacén, así como las instalaciones situadas hacia el lado este de la parcela.
Por su parte, la planta primera, que está construida sobre parte de la baja, distribuye el espacio entre: un dormitorio de invitados en voladizo sobre el comedor al aire libre, los dormitorios de los niños con una espaciosa galería de juegos, y el dormitorio principal. Esta última pieza destaca por presentar entresuelo de baja altura, y unas vistas que permiten ver, desde el lugar destinado para la cama, por el norte la sierra y por el oeste la terraza ajardinada que se sitúa en plano inclinado.
La climatización de la casa está basada en su orientación y en los materiales empleados para su construcción. Así, en invierno el aporte de calor a la casa lo realiza la luz solar que entra por la parte sur del edificio, que se añade al aporte calórico que los colectores solares en cubierta y suelo radiante, en las zonas más internas. Los grandes acristalamientos son protegidos por la noche, para evitar la pérdida de calor, con pesadas cortinas de terciopelo. Además, para reforzar esta ambientación se ha previsto la posibilidad de hacer uso de caldera de gas y de la chimenea de leña que se ubica en el espacio de la planta baja destinado a punto de lectura, como mecanismos de  recogida de radiación.
En cambio, durante los calurosos veranos, el sol de la zona sur se esquiva gracias a los   voladizos existentes en la fachada de la planta superior. Por su parte, en el oeste se hace uso de lamas horizontales orientables de aluminio sobre bastidor batiente y se reduce la temperatura interior de la vivienda mediante el uso de ventanas tipo gravent (Ventana de módulos basculantes con cierre hermético, diseñada para conseguir una rápida ventilación gracias a que permite una apertura casi total de su superficie sin invadir el interior del habitáculo.)  para ventilación cruzada permanente, las cuales se sitúan en las partes altas de los paños de vidrio tanto en el salón, como en el dormitorio principal.
Se crea de esta forma una corriente natural de aire caliente que sale de la casa. Esta corriente se potencia con el uso de ventiladores de grandes palas a baja velocidad (que en algunos puntos se usan también como decoración ambiental al dotarlos de cristales coloreados), que se encuentran colgados de la losa de hormigón, los cuales ayudan a desestratificar el aire caliente en invierno y aportar frescor subjetivo en verano. Además, se refuerza esta bioclimatización con un aislamiento con cubierta vegetal de la superficie de las terrazas, con lo que se impide el paso de calor solar al producirse evapotranspiración.
Además, tanto la carpintería como el acristalamiento cumplen las especificaciones de máximo aislamiento y baja emisividad.
Los materiales empleados en la construcción, como los muros y losas de hormigón armado, dan una gran inercia térmica al conjunto, lo cual se refuerza con el pavimento de hormigón pulido, todo lo cual aumenta la eficacia del suelo radiante.